# Harumi Hiroyama

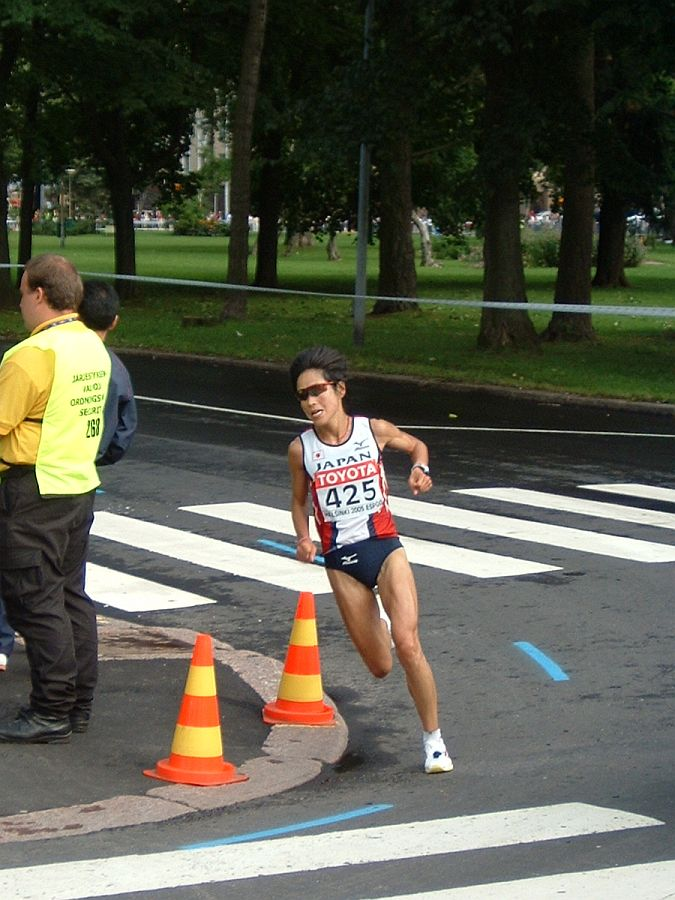
Hiroyama beim Weltmeisterschaftsmarathon 2005

Harumi Hiroyama (jap. 弘山晴美, Hiroyama Harumi, geborene Harumi Suzuki, 鈴木晴美, Suzuki Harumi; * 2. September 1968 in Naruto) ist eine japanische Langstreckenläuferin.
Zunächst konzentrierte sie sich auf die Bahn und wurde bei den Leichtathletik-Weltmeisterschaften 1997 in Athen Achte über 5000 m.
1998 erzielte sie mit 15:03,67 min einen japanischen Rekord über diese Distanz, und bei den Weltmeisterschaften 1999 in Sevilla wurde sie Vierte über 10.000 m.
2000 stellte sie dann als Zweite beim Osaka Women’s Marathon mit 2:22:56 h ihre persönliche Bestzeit im Marathon auf.
Während die Teilnahme an den Olympischen Spielen 2000 in Sydney und den Spielen 2004 in Athen mit einem 20. und einem 18. Platz im 10.000-Meter-Lauf eher enttäuschend verlief, feierte sie nun Erfolge im Marathon.
2002 wurde sie wiederum Zweite in Osaka, 2005 Dritte, und bei den Weltmeisterschaften 2005 in Helsinki wurde sie Achte.
2006 gelang ihr dann ein Sieg beim Nagoya-Marathon, und 2007 wurde sie an selber Stelle Zweite.